# Jucás (ort)
Jucás är en ort i Brasilien.   Den ligger i kommunen Jucás och delstaten Ceará, i den östra delen av landet, 1 400 km nordost om huvudstaden Brasília. Jucás ligger 246 meter över havet och antalet invånare är 14 821.
Terrängen runt Jucás är varierad. Jucás ligger nere i en dal. Det finns inga andra samhällen i närheten.
Omgivningarna runt Jucás är huvudsakligen savann. Runt Jucás är det ganska glesbefolkat, med 30 invånare per kvadratkilometer.